# 富都青年
《富都青年》是一部2023年馬來西亞電影，由王禮霖導演、編劇，李心潔監製，吳慷仁、陳澤耀領銜主演，鄧金煌、林宣妤、周雪婷主演，博朗·帕拉雷友情客串。本片於2023年11月27日台灣首映，12月1日全台正式上映、12月7日香港、澳門上映、12月14日馬來西亞上映、2024年1月11日新加坡上映。

## 劇情
沒有公民身份證的阿邦（吳慷仁飾）和阿迪（陳澤耀飾），在混雜外勞聚居的富都巴刹老社區裡勉強維生。他們無法享有一般國民福利，無法申請護照，連銀行戶頭也開不了。哥哥阿邦天生聽損，任勞任怨也認命，只求一份安定生活，弟弟阿迪則不甘向命運低頭，從而違法販賣假證件，他一心只想賺到錢就帶著哥哥離開這個厭惡的地方。原本就過著不平等生活的兩人，因為社工佳恩（林宣妤飾）的熱心，並自願協助追查原生父母和出生證明的資料，但她的好意卻導致一場意外發生，同時也讓阿邦跟阿迪再次陷入水深火熱的命途。

## 演員
| 演員               | 角色                   | 説明                                                                                       |
| ------------------ | ---------------------- | ------------------------------------------------------------------------------------------ |
| 吳慷仁             | 陳亞邦 （阿邦、Abang） | 天生聽障，雖貧困但為人善良，為了掩飾阿迪傷人之事，失手殺死李佳恩。                         |
| 陳澤耀             | 張文迪 （阿迪、Adik）  | 從事違法販賣假證件的勾當。因與社工李佳恩發生言語衝突並使她受重傷。                         |
| 林宣妤             | 李佳恩                 | 社工，為富都社區駐點之社工，一心想幫助兩兄弟，但與阿迪發生爭執而受重傷，再被阿邦失手殺死。 |
| 鄧金煌             | Money姊                | 照顧兩兄弟的跨性別者。                                                                     |
| 周雪婷             | 小蘇                   | 緬甸女子，阿邦暗戀的對象                                                                   |
| 艾立森 Alison Khor | Wendy                  | 阿迪的情人                                                                                 |
| 博朗·帕拉雷        | 黑幫頭目               | 客串出演                                                                                   |

## 製作
本片曾入圍2020年金馬創投會議，於2022年6月1日在吉隆坡開鏡、7月2日殺青。主演吳慷仁特地提前赴馬來西亞體驗當地生活，為角色努力瘦身和曬黑，減重超過8公斤以上。飾演弟弟的陳澤耀則被導演指示增重7公斤，以達到角色要求。

## 迴響

### 票房
電影上映首週末以近1,500萬台幣票房奪全臺票房冠軍，也成為臺北週末票房冠軍，更打破新馬電影在台上映票房紀錄。上映十天票房突破4,000萬台幣，第二週末票房還比首周多了16％，口碑狂飆，成為2023年末現象級電影。第三週票房突破6,200萬台幣，台北票房破1,900萬台幣。12/23全台票房突破7,200萬台幣，並在信義區舉辦慶功記者會。12/28全台票房突破8,000萬台幣，台北票房突破2,400萬台幣。2024/1/25在台上映64天，全台票房突破1億台幣。香港於12月7日上映，第二週票房突破130萬港幣，並於12/23突破170萬港幣，刷新在香港的馬來西亞電影票房紀錄。馬來西亞於12月14日上映，首週末4天票房突破100萬令吉，上映9天票房突破200萬令吉，上映12天突破300萬令吉，上映16天票房突破400萬令吉，上映24天突破520萬令吉。
| 上一届： 《拿破崙》 | 2023年台北週末票房冠軍 第48週 | 下一届： 《旺卡》 |

## 獲獎與提名
| 類別                            | 頒獎日期       | 獎項                   | 入圍者／作品                             | 結果 | 參考                 |
| ------------------------------- | -------------- | ---------------------- | ---------------------------------------- | ---- | -------------------- |
| 2020年金馬創投會議              | 2020年11月18日 | FPP前瞻視野獎          | 《富都青年》                             | 獲獎 | [ 7 ]                |
| 2020年金馬創投會議              | 2020年11月18日 | 鏡文學潛力故事獎       | 《富都青年》                             | 獲獎 | [ 7 ]                |
| 第37屆瑞士佛瑞堡影展            | 2023年3月26日  | 普世評審團獎           | 《富都青年》                             | 獲獎 | [ 8 ] [ 9 ]          |
| 第37屆瑞士佛瑞堡影展            | 2023年3月26日  | 觀眾票選獎             | 《富都青年》                             | 獲獎 | [ 8 ] [ 9 ]          |
| 第25屆遠東電影節                | 2023年4月30日  | 最佳新導演             | 王禮霖                                   | 獲獎 | [ 10 ] [ 11 ]        |
| 第25屆遠東電影節                | 2023年4月30日  | 觀眾票選金桑獎         | 《富都青年》                             | 獲獎 | [ 10 ] [ 11 ]        |
| 第25屆遠東電影節                | 2023年4月30日  | 黑龍影評獎             | 《富都青年》                             | 獲獎 | [ 10 ] [ 11 ]        |
| 紐約亞洲電影節                  | 2023年7月31日  | 突破新視野最佳劇情片獎 | 《富都青年》                             | 獲獎 | [ 10 ] [ 11 ]        |
| 第17屆西寧FIRST青年電影展       | 2023年7月31日  | 最佳劇情長片           | 《富都青年》                             | 提名 | [ 10 ] [ 11 ]        |
| 第17屆西寧FIRST青年電影展       | 2023年7月31日  | 最佳演員               | 吳慷仁                                   | 獲獎 | [ 10 ] [ 11 ]        |
| 中國金雞百花電影節              | 2023年11月1日  | 年度期待華語電影       | 《富都青年》                             | 獲獎 |                      |
| 巴塞隆納亞洲電影節              | 2023年11月2日  | 主競賽單元             | 《富都青年》                             | 提名 |                      |
| 波蘭亞洲五味影展                | 2023年11月15日 | 主競賽單元             | 《富都青年》                             | 提名 |                      |
| 第11屆菲律賓QCinema影展         | 2023年11月17日 | 最佳演員獎             | 吳慷仁                                   | 獲獎 |                      |
| 第11屆菲律賓QCinema影展         | 2023年11月17日 | 最佳影片               | 《富都青年》                             | 提名 |                      |
| 第11屆菲律賓QCinema影展         | 2023年11月17日 | 最佳導演               | 《富都青年》                             | 提名 |                      |
| 第11屆菲律賓QCinema影展         | 2023年11月17日 | 最佳劇本               | 《富都青年》                             | 提名 |                      |
| 第60屆金馬獎                    | 2023年11月25日 | 最佳新導演             | 王禮霖                                   | 提名 | [ 12 ] [ 13 ] [ 14 ] |
| 第60屆金馬獎                    | 2023年11月25日 | 最佳男主角             | 吳慷仁                                   | 獲獎 | [ 12 ] [ 13 ] [ 14 ] |
| 第60屆金馬獎                    | 2023年11月25日 | 最佳男配角             | 陳澤耀                                   | 提名 | [ 12 ] [ 13 ] [ 14 ] |
| 第60屆金馬獎                    | 2023年11月25日 | 最佳新演員             | 鄧金煌                                   | 提名 | [ 12 ] [ 13 ] [ 14 ] |
| 第60屆金馬獎                    | 2023年11月25日 | 最佳攝影               | Kartik Vijay                             | 提名 | [ 12 ] [ 13 ] [ 14 ] |
| 第60屆金馬獎                    | 2023年11月25日 | 最佳造型設計           | 黃菊清                                   | 提名 | [ 12 ] [ 13 ] [ 14 ] |
| 第60屆金馬獎                    | 2023年11月25日 | 最佳原創電影歌曲       | 黃淑惠(詞)、片山太(詞/曲/唱)〈一路以來〉 | 提名 | [ 12 ] [ 13 ] [ 14 ] |
| 沖繩環太平洋國際電影節          | 2023年11月29日 | 評審團獎               | 《富都青年》                             | 獲獎 | [ 15 ]               |
| 沖繩環太平洋國際電影節          | 2023年11月29日 | 觀眾票選獎             | 《富都青年》                             | 獲獎 | [ 15 ]               |
| 沖繩環太平洋國際電影節          | 2023年11月29日 | 最佳主演獎             | 吳慷仁                                   | 獲獎 | [ 15 ]               |
| 印尼日惹奈派克亞洲影展          | 2023年12月2日  | 格伯獎                 | 《富都青年》                             | 獲獎 |                      |
| 第17屆亞洲電影大獎              | 2024年1月12日  | 最佳男主角             | 吳慷仁                                   | 提名 |                      |
| 第17屆亞洲電影大獎              | 2024年1月12日  | 最佳男配角             | 陳澤耀                                   | 提名 |                      |
| 第42屆香港電影金像獎            | 2024年4月14日  | 最佳亞洲華語電影       | 《富都青年》                             | 提名 |                      |
| 第35屆金曲獎                    | 2024年6月29日  | 最佳單曲製作人獎       | 片山太、龍玟宏〈一路以來〉               | 獲獎 |                      |
| 第7屆馬來西亞國際電影節暨金環獎 | 2024年7月27日  | 最佳男主角             | 吳慷仁                                   | 獲獎 |                      |
| 第7屆馬來西亞國際電影節暨金環獎 | 2024年7月27日  | 最佳男配角             | 陳澤耀                                   | 獲獎 |                      |

## 外部連結
- 互联网电影数据库（IMDb）上《富都青年》的资料（英文）
- WMOOV電影上《富都青年 （页面存档备份，存于） 》的資料（中文）
- 開眼電影網上《富都青年》的資料（繁體中文）
- 豆瓣电影上《富都青年》的資料 （简体中文）
- 富都青年的新浪微博